# Dendrobium boumaniae
Dendrobium boumaniae är en orkidéart som beskrevs av Johannes Jacobus Smith. Dendrobium boumaniae ingår i släktet Dendrobium, och familjen orkidéer.
Artens utbredningsområde är Sumatera. Inga underarter finns listade i Catalogue of Life.